# Douglas Santos
Douglas Santos (João Pessoa, el 22 de març de 1994), conegut com a Douglas Santos o, simplement, Douglas, és un futbolista brasiler que juga en l'Atlètico Mineiro com a lateral esquerre.